# Boesenbergia thailandica
Boesenbergia thailandica là một loài thực vật có hoa trong họ Gừng. Loài này được Kai Larsen mô tả khoa học đầu tiên năm 1973 dưới danh pháp Caulokaempferia thailandica. Năm 2014, Mood & L.M.Prince chuyển nó sang chi Boesenbergia.